# 香港基本法第23条
香港基本法第23条(Hong Kong Basic Law Article 23)は、香港特別行政区における最高法規である香港基本法の条文である。この条文は、「中央人民政府に対する反逆、分離、扇動、転覆、または国家機密の盗用の行為を禁止するために、香港は独自に法律を制定しなければならず、地域での外国の政治組織または団体による政治活動を禁止し、地域の政治組織または団体が外国の政治組織または団体との連携を確立することを禁止しなければならない」と定められている。
第23条に規定される内容の立法化に際して、2003年7月1日には大規模な抗議運動に発展した。また2020年6月30日には、中国中央政府からの指導を受けて、香港基本法第18条に基づいた香港国家安全維持法が制定されている。

## 条文
香港基本法第23条(Aritcle 23 of the Basic Law, BL 23)は以下のように定めている。

## 背景
第23条は1990年4月4日の成立前に、複数回の修正を経て現在の条文となった。1987年版(当時は第22条であった)はより短く下記のように規定されていた。
1989年2月版の第23条は、現行法の前半部分のみを含んでおり、「国家機密の盗用」のフレーズまでの文言が制定された版と同一であった。この版について香港基本法諮問委員会は、第23条が香港市民の自由に影響を与える可能性があるとの意見が出された。また「資本主義体制は反共産主義であり、国家統一を損ない、中央人民政府を転覆する可能性がある」という意見が、その規定が中英共同声明に反するとの意見も指摘された。
同様の法律は、イギリスの植民地時代にも存在していたが、1945年以降は厳格に施行されていなかった。 植民地時代の緊急法規令（Emergency Regulations Ordinance, ERO）は現在も有効だが、2019年には一審裁判所が、その無制限かつ広範な範囲のために「基本法によって規定された憲法秩序とは互換性がない」と裁定した。控訴裁判所は後に、覆面禁止法を合理的かつ有効と認めつつも、ERO規則は「司法審査の対象である」と述べ、これを変更した。
1997年以前、イギリスの植民地政府は、「犯罪（改正）（第2号）法案1996」を導入し、実際の暴力行為に限定して「転覆」と「分離」の概念を具体化しようとしたが、効果は限定的であった。この法案は、北京の反対により、選挙で選ばれた香港立法会で否決され、その結果、現行の法律には空白が残った。

## 2003年国家安全条例法案
基本法第18条により、中華人民共和国の本土の国家安全法は香港には適用されない。その結果、香港特別行政区政府に対して、基本法第23条の義務を果たすよう中央人民政府から一定の圧力がかけ続けられていた。この記事の目的のために、この法案は2002年末に董建華政権によって提出された。2003年2月、香港特別行政区政府は立法会に「国家安全（立法規定）法案2003」を提案し、基本法第23条に基づいて香港特別行政区の犯罪規則、公務員秘密規則、協会規則を改正し、関連する付随的および結果的な修正を行うことを目指した。提案された法案は香港で大きな論争を引き起こし、2003年7月1日に大規模なデモが行われた。その後、自由党の主席である田北俊が辞任し、法案は香港立法会からの必要な支持が得られないことが明らかになると撤回され、法案の審議は無期限中止された。

## 2003年以降
2003年の挫折の後、親北京派からは時折、国家安全法の再導入を求める声があった。2016年11月、立法会の宣誓の問題に関する北京の基本法解釈に基づいて、独立主義者2人を議会から追放することを決定した後、香港特別行政区行政長官の梁振英は、「（北京は）香港で分離主義を唱える者を絶対に許さないし、いかなる独立主義活動家も政府機関に入れない」と述べ、香港は香港の独立主義運動を対象とする第23条を制定するだろうとしました
香港中央連絡事務所主任の王志民氏は、独立派活動家を「祖国を分離し、国家体制を転覆しようとする活動に従事している」と非難し、香港政府に対して国家安全法を制定するよう求めた。「香港は世界で唯一、国家安全法がない場所だ。これは国家全体の安全において重大な弱点であり、住民に直接的な影響を与えている」と述べ、国家安全法の制定を促した。王氏は、国家安全法がないことで、「香港独立の過激派が近年、国家主権と安全に挑戦している」と指摘した。.